# Theo Peters (Wirtschaftswissenschaftler)
Theo Peters (* 26. Juli 1964) ist ein deutscher Wirtschaftswissenschaftler und Hochschulprofessor. Peters ist spezialisiert auf Leadership in Form des Neuroleaderships. Darüber hinaus befasst er sich mit den Themen Projektmanagement, Moderation, Teamentwicklung, Change Management sowie dem Betriebliches Gesundheitsmanagement. Seit 2001 ist er Professor der Betriebswirtschaftslehre, an der Hochschule Bonn-Rhein-Sieg.

## Ausbildung
Peters hat zunächst Betriebswirtschaftslehre an der RWTH Aachen und anschließend Volkswirtschaftslehre an der Universität Köln studiert. Im Anschluss hat er an der Universität Köln seine Promotion abgeschlossen.

## Beruf
Peters arbeitete zunächst von 1996 bis 2001 bei GEBRA als Unternehmensberater, wo er sich auf Unternehmensführung, Geschäftsprozessmanagement, Organisation und Projektmanagement spezialisiert hat. Sein Fokus bestand dabei in der Analyse und Verbesserung von Geschäftsprozessen. 2001 erhielt er den Ruf an die Hochschule Bonn-Rhein-Sieg als Professor für Betriebswirtschaftslehre, insbesondere Organisation und Projektmanagement. Außerdem lehrt er Konfliktmanagement, Zeitmanagement, Kommunikation, Personalentwicklung und Führung.
Neben seiner Tätigkeit an der Hochschule Bonn-Rhein-Sieg ist Peters auch im Bereich Mental Coaching und Persönlichkeitsentwicklung tätig.

## Veröffentlichungen
Gemeinsam mit dem Wirtschaftswissenschaftler Argang Ghadiri entwickelte Peters 2013 das SCOAP-Profil, ein psychometrisches Modell zur Mitarbeiterführung anhand neurowissenschaftlicher Erkenntnisse, welches auf der Konsistenztheorie von Klaus Grawe beruht. SCOAP stellt eine Erweiterung der Konsistenztheorie für die Führung von Mitarbeitern im Rahmen von Neuroleadership dar. Die einzelnen Dimensionen sind Self-esteem (Selbstwert), Control (Kontrolle), Orientation (Orientierung), Attachment (Bindung), Pleasure (Freude).

## Weitere Veröffentlichungen (Auswahl)
- „Betriebliches Gesundheitsmanagement in digitalen Zeiten“ (2020). Wiesbaden: Springer (zusammen mit Argang Ghadiri).
- „Trends im Betrieblichen Gesundheitsmanagement - Ansätze aus Forschung und Praxis“ (2016). Wiesbaden: Springer (zusammen mit Anabel Ternès und Argang Ghadiri).
- „Leadership - Traditionelle und moderne Konzepte. Mit vielen Beispielen“ (2015). Wiesbaden: Springer Gabler.
- „Neuroleadership - Grundlagen, Konzepte, Beispiele“ (2013). 2. Auflage, Wiesbaden: Gabler (zusammen mit Argang Ghadiri).
- "Neuroleadership - A Journey Through the Brain for Business Leaders" (2013). Wiesbaden: Springer (zusammen mit Andreas Habermacher und Argang Ghadiri)
- „Neuroleadership - Grundlagen, Konzepte, Beispiele“ (2011). 1. Auflage, Wiesbaden: Gabler (zusammen mit Argang Ghadiri).